# Agathe Yi So-sa
Pour les articles homonymes, voir Sainte Agathe et Agathe Yi (homonymie).
Agathe Yi So-sa (en coréen 이소사 아가타) est une laïque chrétienne coréenne, martyre et sainte, née en 1784 à  Kuwul, près d'Inchon, dans la province du Gyeonggi (Kyonggi) en Corée, morte décapitée le 24 mai 1839 à côté de Séoul.
Reconnue martyre et béatifiée en 1925 par le pape Pie XI, elle est solennellement canonisée à Séoul par Jean-Paul II le 6 mai 1984 avec 102 autres martyrs de Corée. 
Sainte Agathe Yi So-sa est fêtée le 24 mai et le 20 septembre.

## Biographie
Agathe Yi So-sa naît en 1784 à Kuwul, près d'Inchon (Incheon), dans la province du Gyeonggi (Kyonggi) en Corée,. Elle montre un tempérament vif et chaleureux, elle est bien élevée et plein de gaieté. Elle ne reçoit pas dans sa jeunesse d'instruction religieuse approfondie ; son père n'est pas catholique, sa mère est catéchumène mais ne comprend pas grand chose au catéchisme.
Agathe Yi se marie à dix-sept ans, elle épouse un non catholique. Elle connaît peu la religion et ne la pratique pas. Mais elle ne peut pas avoir d'enfants, et cherche un moyen de combler ce manque dans sa vie.
Deux ans après le mariage d'Agathe Yi, elle a un petit frère, Ho-yong, qui a donc dix-neuf ans de moins qu'elle ; il lui est une source de grande joie. Un an après la naissance de son petit frère, son jeune mari meurt, la laissant veuve après trois ans de mariage, et sans enfant. Elle se sent alors désemparée, et pleine d'incertitude sur son avenir. Elle éprouve un besoin de stabilité et de découverte des valeurs essentielles de la vie. Ce désir se trouve renforcé par la mort de son père peu après celle de son mari. Elle se détermine alors à quitter la maison de son mari pour retourner chez ses parents, revenir à la source de sa foi, et elle se sent responsable de son petit frère Ho-yong.
Revenue chez elle, Agathe Yi retrouve sa mère, qu'elle remercie d'avoir baptisé son père avant sa mort. Elle a du mal à s'occuper à la fois de sa mère et de son frère, et il ne reste bientôt plus rien du modeste héritage paternel. Elle doit alors faire de la couture pour subvenir aux besoins de la famille.
Malgré les difficultés, elle conserve sa sérénité, étudie la doctrine catholique et l'enseigne à son frère. Ensemble, ils supportent la pauvreté et mènent une vie d'amour de Dieu et d'obéissance aux commandements. L'exemple des martyrs de la persécution de 1801 est fidèlement présent dans leurs cœurs. Ils modèlent leur vie sur l'exemple de celle des martyrs. D'autres catholiques les considèrent comme une famille catholique modèle.
Agathe Yi est arrêtée par la police avec son jeune frère, Pierre Yi Ho-yong, en février 1835. Ils sont emprisonnés tous les deux, puis interrogés et torturés, mais refusent d'abandonner leur foi et d'indiquer les noms d'autres croyants. Alors le commissaire ordonne de poursuivre la torture, en la déshabillant et en la frappant sur tout le corps, à plusieurs reprises. Elle est ensuite condamnée à mort, mais passe quatre ans en prison en attendant la conformation de la sentence par le souverain.
Agathe Yi So-sa est finalement décapitée le 24 mai 1839 à l'extérieur de Séoul, à la Petite porte de l'Ouest, avec huit autres femmes catholiques,.

## Canonisation
Agathe Yi So-sa est reconnue martyre par décret du Saint-Siège le 9 mai 1925 et ainsi proclamée vénérable. Elle est béatifiée (proclamée bienheureuse) le 5 juillet suivant par le pape Pie XI.
Elle est canonisée (proclamée sainte) par le pape Jean-Paul II le 6 mai 1984 à Séoul en même temps que 102 autres martyrs de Corée,. 
Sainte Agathe Yi So-sa est fêtée le 24 mai, jour anniversaire de sa mort, et le 20 septembre, qui est la date commune de célébration des martyrs de Corée.